# RoboCop
RoboCop (prt: Robocop, o Polícia do Futuro, ou Robocop - O Polícia do Futuro; bra: Robocop - O Policial do Futuro) é um filme americano de 1987, de ação e ficção científica, realizado por Paul Verhoeven e escrito por Edward Neumeier e Michael Miner.
O filme conta com a participação de Peter Weller, Nancy Allen, Dan O'Herlihy, Kurtwood Smith, Miguel Ferrer e Ronny Cox. A ação decorre num futuro próximo na cidade de Detroit, Michigan, profundamente corroída pelo crime. RoboCop centra-se na história de um policial, Alex Murphy (Weller), que é brutalmente assassinado por um grupo de criminosos, e subsequentemente é revivido pela Omni Consumer Products (OCP), como um ciborgue força da lei conhecido como "RoboCop".
RoboCop inclui temas sobre os media, corrupção, autoritarismo, ganância, privatização, identidade, distopia, gentrificação e natureza humana. Foi muito bem recebido pela crítica e foi considerado como um dos melhores filmes de 1987, resultando numa franquia de mídia que inclui vários produtos, duas sequências, uma série de televisão, duas séries de animação, uma minissérie televisiva, videojogos e vários adaptações para banda desenhada. Foi produzido com um orçamento modesto de US$ 13 milhões, conseguindo gerar uma receita de mais de US$ 53 milhões.

## Enredo
No futuro, o crime e a violência tomam conta de Detroit. O policial Alex J. Murphy, após ser fatalmente ferido em serviço, voltará como uma máquina mista e indestrutível, que funciona como uma arma contra os criminosos. No entanto, lembranças do passado acabarão incomodando o trabalho.

## Elenco
- Peter Weller como Oficial Alex J. Murphy/RoboCop
- Nancy Allen como Oficial Anne Lewis
- Ronny Cox como Richard "Dick" Jones, Número 2 da OCP
- Kurtwood Smith como Clarence Boddicker
- Miguel Ferrer como Robert "Bob" Morton, Executivo da OCP
- Dan O'Herlihy como "The Old Man" (O Velho), Presidente da OCP
- Paul McCrane como Emil Antonowsky
- Ray Wise como Leon Nash
- Jesse D. Goins como Joe Cox
- Calvin Jung como Steve Minh
- Michael Gregory como Tenente Hedgecock
- Robert DoQui como Sargento Warren Reed
- Felton Perry como Donald Johnson, Executivo da OCP
- Lee de Broux como Sal
- S. D. Nemeth como Bixby Snyder (comediante da TV)

## Prêmios e indicações

### Prêmios
Oscar 1988
- Venceu na categoria de melhores efeitos sonoros.

 Prêmio Saturno 1988
- Venceu nas categorias de melhor diretor, melhor filme de ficção científica, melhor maquiagem, melhores efeitos especiais e Melhor Roteiro.

 Festival de Cinema Fantástico de Avoriaz 1988
- Venceu o Prêmio C.S.T. e o Prêmio por Excelência

### Indicações
Oscar 1988
- Indicado na categoria de melhor som.

 Prêmio Saturno 1988
- Indicado nas categorias de melhor ator (Peter Weller), melhor atriz (Nancy Allen) e melhor figurino.

 BAFTA 1989 (Reino Unido)
- Indicado nas categorias de melhor maquiagem e melhores efeitos especiais.